# Pinheyagrion angolicum
Pinheyagrion angolicum – gatunek ważki z rodziny łątkowatych (Coenagrionidae); jedyny przedstawiciel rodzaju Pinheyagrion. Występuje w Afryce; stwierdzony w Angoli, Botswanie i Zambii, być może występuje też w Namibii i południowej Demokratycznej Republice Konga.